# Ormisdes
Ormisdes o Hormisdes o Ormuz (Hormozd), príncep i general sassànida, germà del rei Sapor II (307-379). Era fill (un dels 8 coneguts) del rei Ormuz II. Zosim diu que tenia molt de coratge i un bon talent militar.
Quan els nobles van proclamar rei a Sapor II, va ser empresonat per aquests nobles juntament amb altres dos germans. Al cap d'un temps va aconseguir escapar amb l'ajut de la seva mare i la seva esposa i va arribar a Armènia i d'allí a Constantinoble, on l'emperador Constantí el va rebre amb honors i el va nomenar comandant de cavalleria, esperant utilitzar-lo com a pretendent contra el seu germà Sapor II. Aquest, per a evitar-ho, li va enviar a l'esposa que l'havia ajudat a escapar; però Osmisdes havia esdevingut un partidari decidit dels romans d'Orient i va servir amb lleialtat i eficàcia. En la campanya de Julià a Pèrsia li va servir de guia i conseller, i va dirigir el flanc esquerre obtenint diverses victòries locals sobre els perses; dels quals va rebre tota mena de crítiques i insults. Va caure en una emboscada, però es va poder escapar per la crescuda del riu Eufrates que va impedir que fos empaitat. Julià el volia instal·lar com a rei client però l'expedició no va aconseguir l'objectiu, i l'emperador romà va resultar mort. Aleshores, Ormisdes va tornar a l'imperi.
No consta l'any de la seva mort. Va deixar un fill també anomenat Ormisdes que va arribar a procònsol. La família va a passar a formar part de l'aristocràcia romana i segurament hi pertanyia el pretorià Hormisdes, prefecte d'Orient del 448 al 450 i també el papa Hormisdes (20 de juliol del 514 a 6 d'agost del 523).